# Duitse Brazilianen
Duitse Brazilianen (Duits: Deutschbrasilianer, Portugees: teuto-brasileiro, Riograndenser Hunsrückisch: Deitschbrasiliooner) zijn in Brazilië woonachtige personen van Duitse komaf. Naar schatting zijn er tussen de 5 en 12 miljoen Duitse Brazilianen. Ze wonen verspreid over het hele land maar het merendeel woont in de Regio Zuid. Duitse dialecten zijn na de standdaardtaal, het Portugees, de meest gesproken talen in het land. In sommige gemeentes zijn het Riograndenser Hunsrückisch en het Oost-Pommers co-officiële talen naast het Portugees. Tussen 1824 en 1972 vestigden zich zo'n 260.000 Duitsers in Brazilië. Na de Portugese, Italiaanse en Spaanse was dit de grootste migratiegroep. 

## Geschiedenis
In de negentiende eeuw vond er een grote emigratie plaats van Europeanen naar diverse plaatsen in de wereld. Tussen 1816 en 1850 verlieten vijf miljoen mensen Europa en tussen 1850 en 1880 emigreerden er 22 miljoen. Tussen 1878 en 1892 zeven miljoen. Tot 1932 ten slotte ruim 30 miljoen. Vele Duitsers, althans Duitstaligen, bevonden zich daaronder. Zij verlieten om politieke redenen de Duitse en Oostenrijkse staten, en Hongarije na de mislukte revolutie van 1848. Tussen 1878 en 1892 vertrok de grootste massa in 15 jaar: zeven miljoen, nu meest landarbeiders en kleine boeren, waarvan de meesten voor de Verenigde Staten kozen. 
Duitse immigratie naar Brazilië was met enkele honderdduizenden klein vergeleken met het aantal dat naar de Verenigde Staten ging en ook vergeleken met de andere Europese emigranten zoals Portugezen, Spanjaarden en Italianen die zo'n 80% van de Braziliaanse immigranten uitmaakten. De Duitsers stonden op de vierde plaats maar zakten naar de vijfde plaats toen de Japanse immigratie toenam vanaf 1908. 
Hoewel er dus niet zoveel Duitsers waren hadden ze toch een invloed op het land, voornamelijk op de bevolking in de zuidelijke staten waar zij landbouwkolonies stichtten. De Duitsers kwamen al vanaf 1824 naar Brazilië, veel vroeger dan de Italianen, die pas rond 1875 massaal kwamen. De Duitse bevolking was dus al aan de tweede of derde generatie toe toen de anderen kwamen en de Duitse vrouwen kregen met gemiddeld acht tot elf kinderen er meer of hielden ze in groter aantal in leven dan de Braziliaanse.

### Eerste nederzettingen
Reeds in 1818 vestigden zich de eerste families in Ilhéus en een jaar later in São Jorge. Een aantal Duitsers kwam om in het leger te gaan nadat het land in 1822 onafhankelijk werd van Portugal. Echter was São Leopoldo de eerste grote nederzetting in 1824. In het zuiden van Brazilië woonden op dat moment weinig mensen. De meeste mensen woonden aan de kust en het binnenland was dunbevolkt. De regering zag kolonisatie van dit gebied als een zaak van nationaal strategisch belang omdat vanuit Uruguay en Argentinië kolonisten binnenkwamen en hun landen van afkomst controle konden gaan uitoefenen, mogelijk gevolgd door annexatie. 
Wegens de met geweld bevochten onafhankelijkheid van het moederland Portugal waren Portugese immigranten lange tijd onwelkom. In deze tijd leden de zuidwestelijke Duitse staten onder de (nasleep van de) napoleontische oorlogen. Armoede en overbevolking brachten velen bereid tot emigratie, naar oostelijke delen van Europa en naar Amerika en Australië. Bovendien moedigde de Braziliaanse keizerin Leopoldine, van Oostenrijkse afkomst, deze immigratie aan door de regering de nieuwelingen land aan te laten bieden. Na de stichting van Novo Hamburgo volgden later ook Blumenau en Joinville. In 1861 werd Pomerode gesticht door inwijkelingen van Pommeren, een plaats die wordt gezien als de meest Duitse stad van het land met 90% Duitse Brazilianen; het merendeel van de inwoners is er tweetalig. De Duitse 'kolonies' onderscheiden zich nog steeds in hun uiterlijk en rijkdom. De laatste halve eeuw trokken veel Duitse Brazilianen naar de grote steden om daar op te gaan in de Braziliaanse massa. 

## Taal
Aangezien Duits geen Romaanse taal is, zoals het Spaans, het Portugees en het Italiaans, heeft het de assimilatie beter doorstaan dan andere talen, gesproken door immigranten die makkelijker Portugees leerden. Duits is de tweede taal van Brazilië al loopt het aantal sprekers terug. In 1940 zou ongeveer de helft van de Duitse Brazilianen nog steeds het Duits als moedertaal hebben. De lutherse Brazilianen hebben hun taal het best bewaard door onderling te huwen en door Hoogduits als kerktaal te handhaven. De katholieken vermengden zich eerder en meer met Brazilianen. 

## Galerij

Bekende Duitse Brazilianen
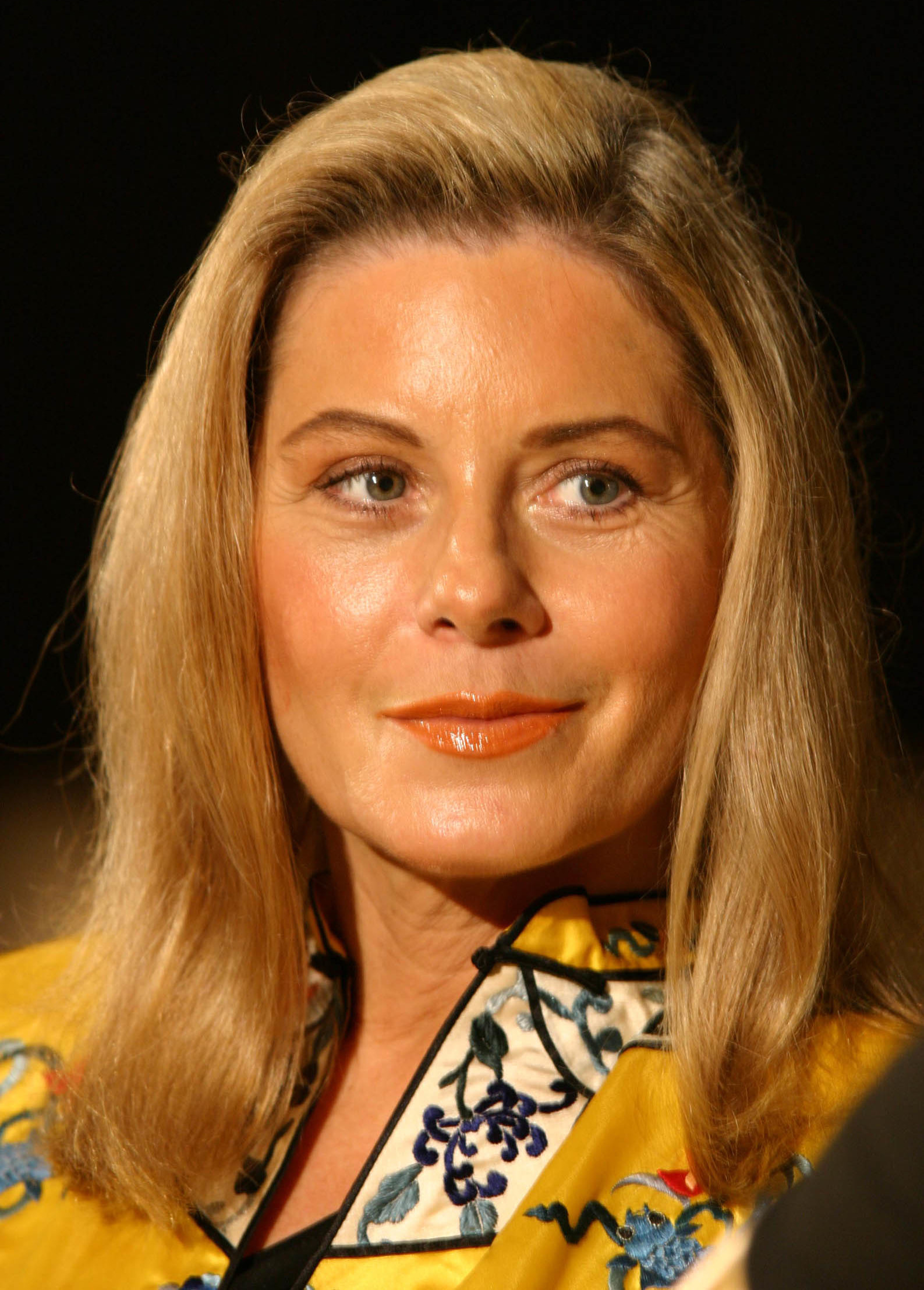
Vera Fischer
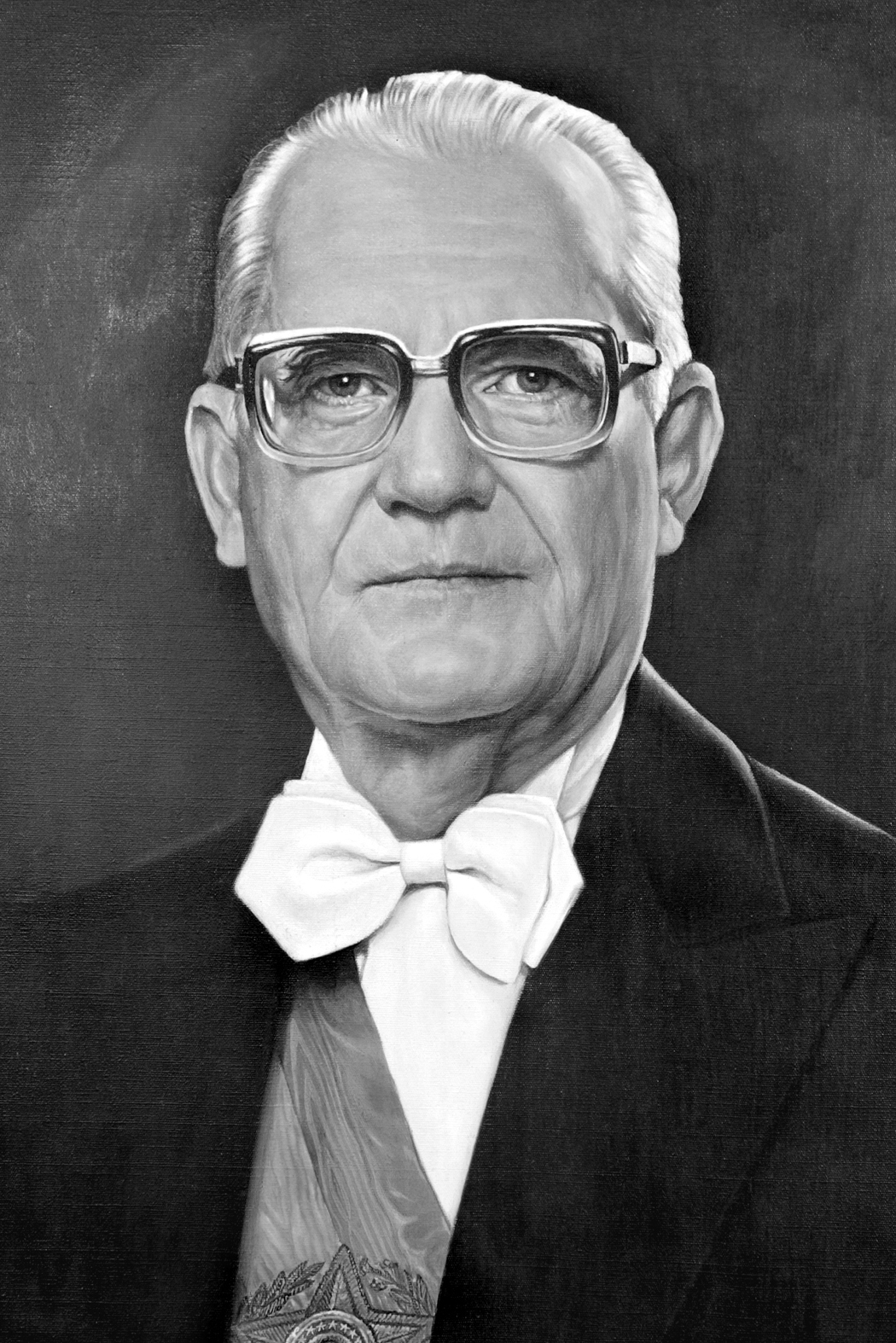
Ernesto Geisel
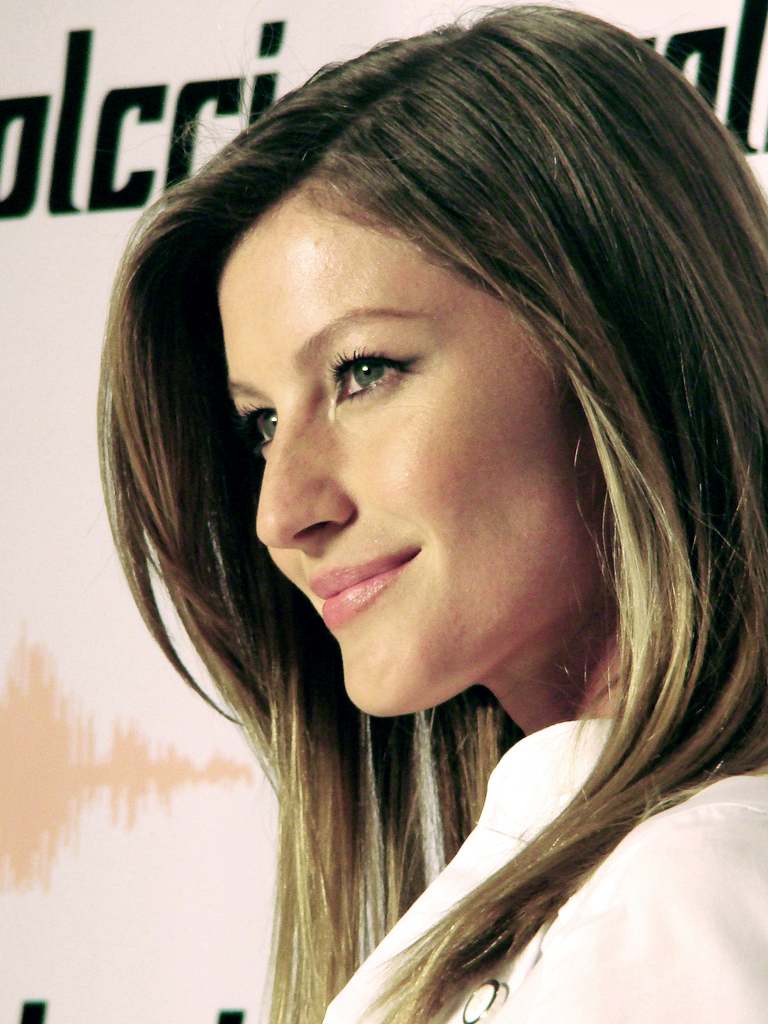
Gisele Bündchen
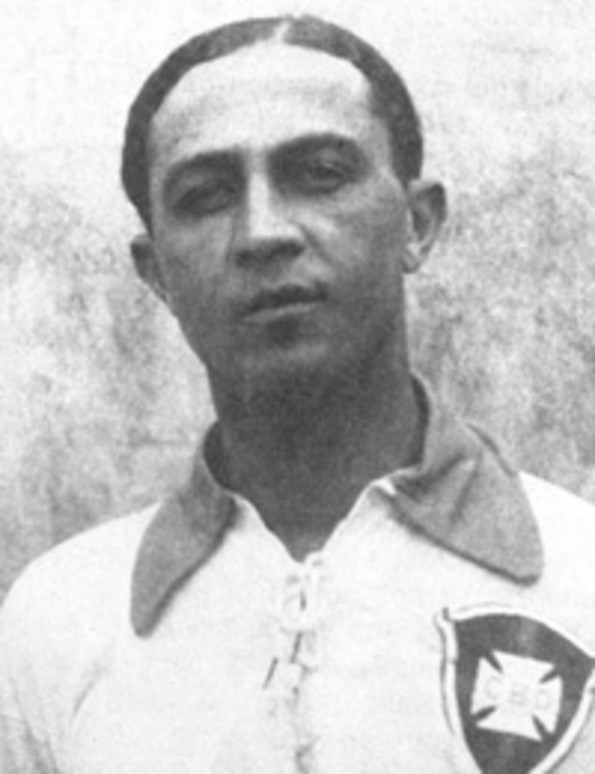
Arthur Friedenreich
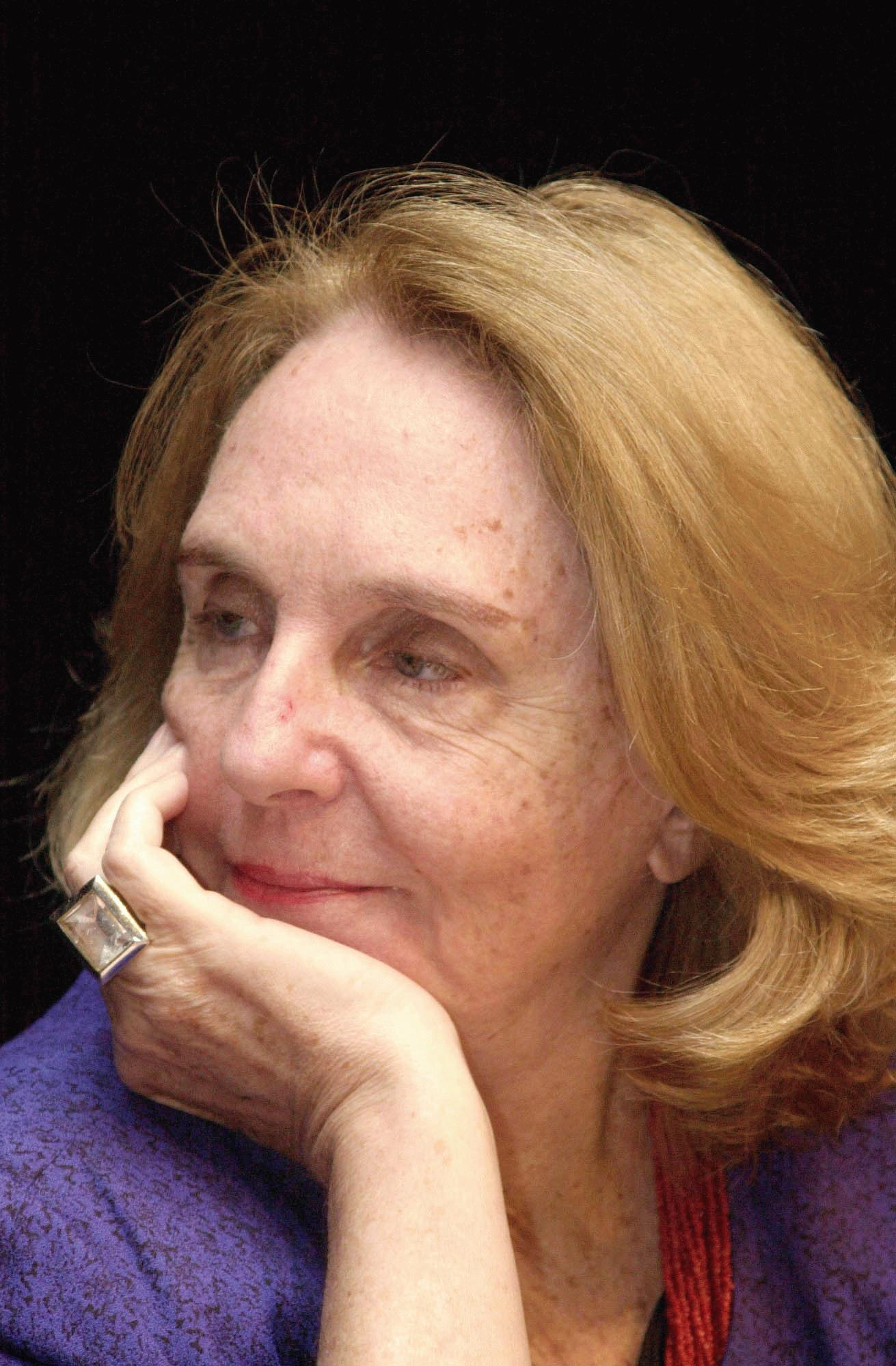
Lya Luft
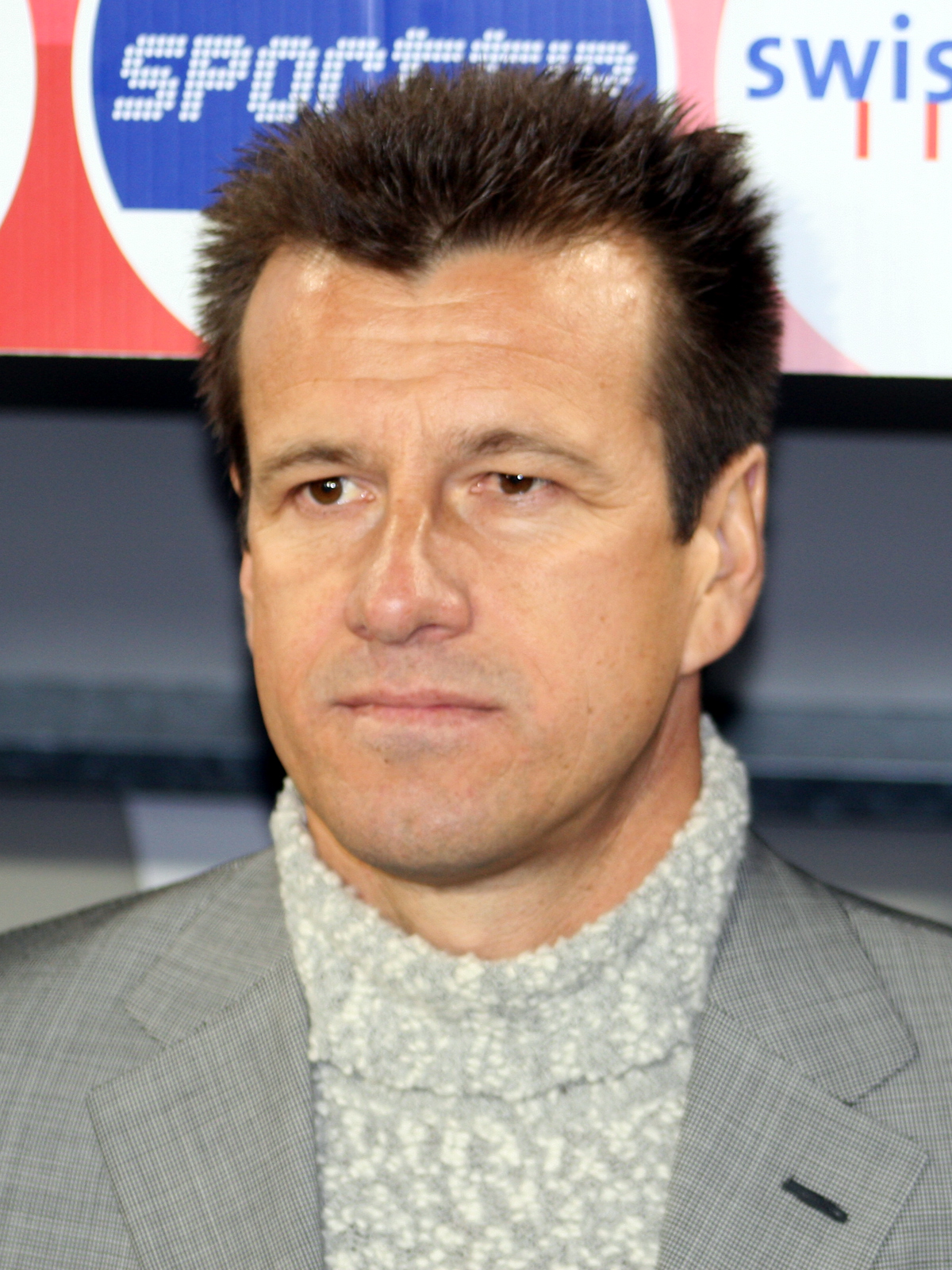
Dunga
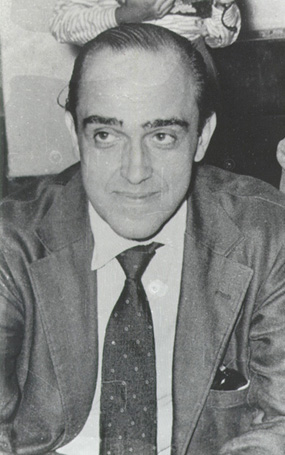
Oscar Niemeyer
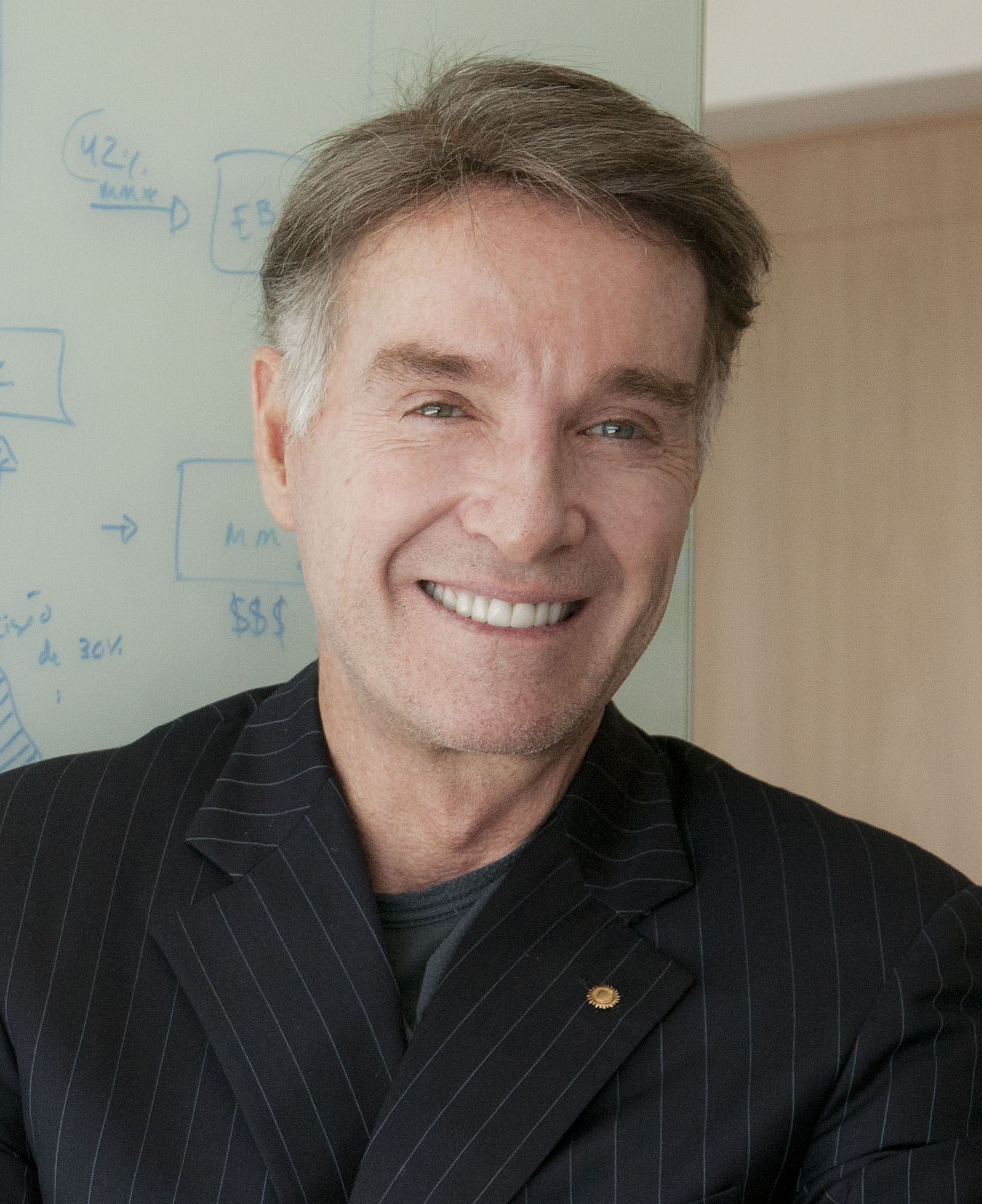
Eike Batista
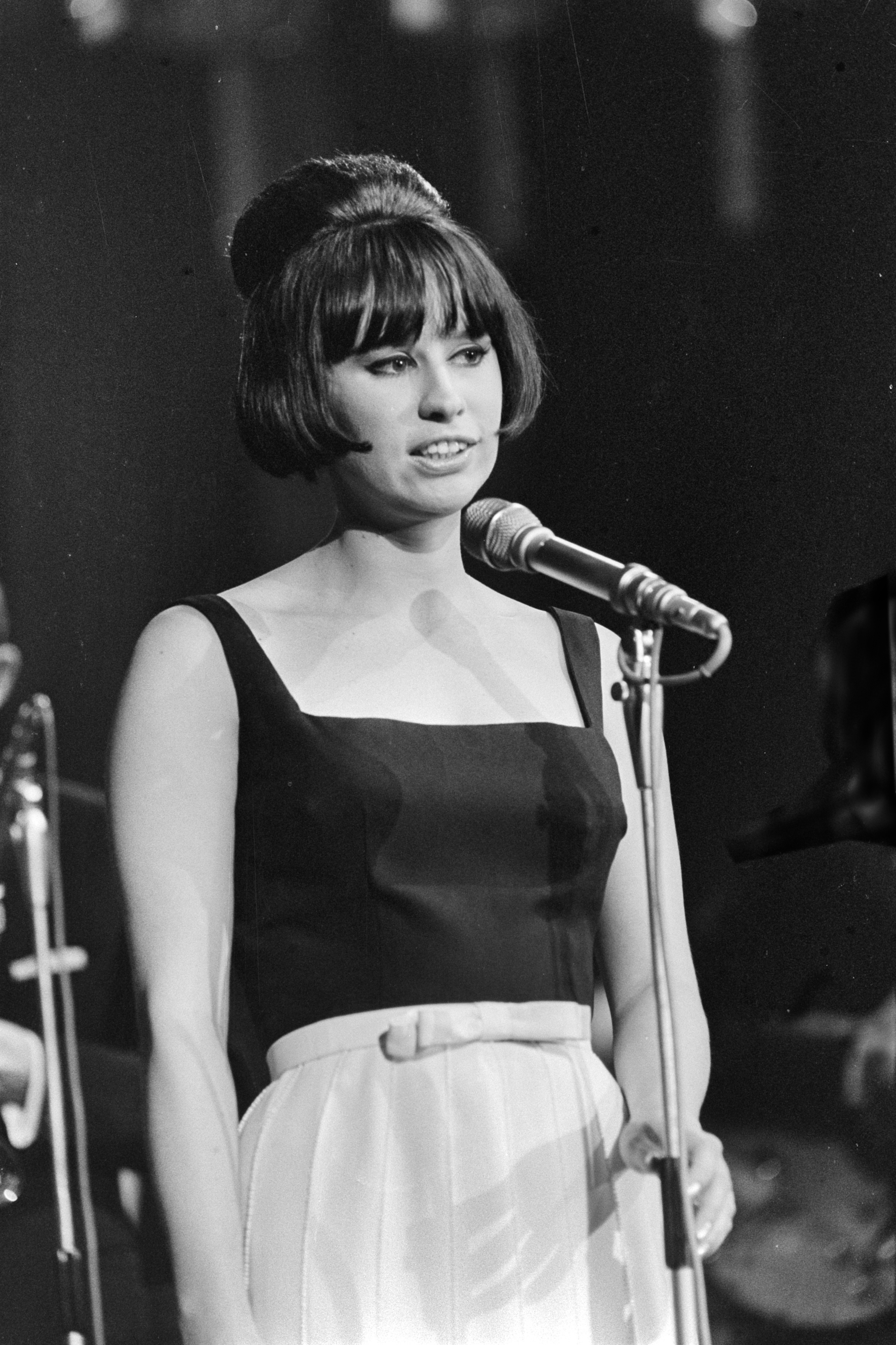
Astrud Gilberto
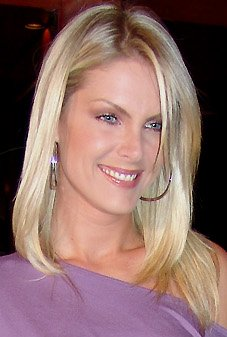
Ana Hickmann
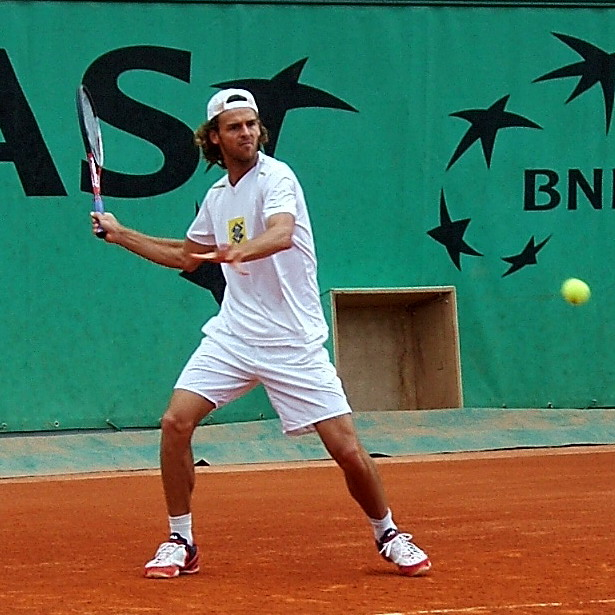
Gustavo Kuerten